# STS–97
Az STS–97 jelű küldetés az amerikai űrrepülőgép-program 101., a Endeavour űrrepülőgép 15. repülése.

## Küldetés
A 10 napos repülés célja a Nemzetközi Űrállomás (ISS) továbbépítésének programja.

## Jellemzői
A beépített kanadai Canadarm (RMS) manipulátor kart 50 méter kinyúlást biztosított (műholdak indítás/elfogása, külső munkák [kutatás, szerelések], hővédőpajzs külső ellenőrzése) a műszaki szolgálat teljesítéséhez.

## Első nap
2000. december 1-jén a szilárd hajtóanyagú gyorsítórakéták, Solid Rocket Booster(SRB) segítségével Floridából, a Cape Canaveral (KSC) Kennedy Űrközpontból, a LC39–B (LC–Launch Complex) jelű indítóállványról emelkedett a magasba. Az orbitális pályája 91,7 perces, 51,6 fokos hajlásszögű, elliptikus pálya perigeuma 352 kilométer, az apogeuma 365 kilométer volt. Felszálló tömeg indításkor 120 742 kilogramm, leszálló tömeg 89 758 kilogramm. Szállított hasznos teher 7906 kilogramm.
A hatodik küldetésen az űrrepülőgép logisztikai anyagokat (víz, élelmiszer, ruházat, szerelési eszközök és anyagok, napelemek) szállított. A legénység telepítette az első a napelemtáblákat, valamint a Destiny kutatómodul dokkoló egységét az Unity kikötőmodulra. Visszafelé az űrállomáson keletkezett hulladékot elszállították. Az űrrepülőgép és az ISS 6 napot, 23 órát és 13 percet volt összekapcsolt állapotban.

## Hasznos teher
1. Global Positioning System (GPS) – navigációs rendszer tesztelése,
2. Space Integrated GPS (Global Positioning System)/INS (Inertial Navigation System)  SIGI) –    kombinált navigációs rendszer tesztelése,
3. Micro-Wireless Instrumentation System (Micro-WIS) – vezeték nélküli adatgyűjtési rendszer tesztelése,
4. Detailed Test Objective (DTO) – HEDS (Human Exploration and Development of Space] Technology Demonstration) (HTD) – vezeték nélküli adatgyűjtési rendszer tesztelése,
5. Laser Dynamic Range Imager (LDRI) – lézeres távolságmérő tesztelése,
6. ISS DTO-257 – az ISS szerkezeti elemeinek dinamikus ellenőrzése,
7. DTO ISS -261 – az ISS szerkezeti elemei között keletkező mechanikai feszültségek felmérése,
8. Detailed Secondary Objective (DSO-802) – egyetemi kísérletek növényekkel (szója, kukorica),
9. Contingency Water Containe (CWC) – műanyag tartályokban tartalékolt víz (életfeltételek, akkumulátorok) állapot ellenőrzése,

### Űrséták
A Destiny kutatómodul fogadásának, dokkolásának elősegítése érdekében kialakították a fogadóhelyet. A külső munkálatok ellenőrzése érdekében kialakították a kamera működését segítő kábeleket. Marc Garneau a robotkar segítségével a P6-ra és a Z1-re elhelyezték, kinyitották a napelemtáblákat. A második EVA alatt  csatlakoztatták az elektromos vezetékeket. Lebontották a termikus takarót, szabaddá tették az átalakító egységet (DDCU), valamint az alapsávi jelfeldolgozót (BSP). Áthelyezték az S-Band Antennát (Sasa). A harmadik EVA javításokkal, karbantartással telt el.
(zárójelben a dátum és az időtartam)
- EVA 1: Tanner és Noriega (2000. december 3., 7 óra 33 perc)
- EVA 2: Tanner és Noriega (2000. december 5., 6 óra 37 perc)
- EVA 3: Tanner és Noriega (2000. december 7., 5 óra 10 perc)

## Tizedik nap
2000. december 11-én a Kennedy Űrközponton (KSC), kiinduló bázisán szállt le. Összesen 10 napot, 19 órát, 58 percet és 20 másodpercet töltött a világűrben. 7 203 000 kilométert (4 476 000 mérföldet) repült, 170 alkalommal kerülte meg a Földet.

## Személyzet
(zárójelben a repülések száma az STS–97 küldetéssel együtt)
- Brent Ward Jett (3), parancsnok
- Michael John Bloomfield (2), pilóta
- Joseph Richard Tanner (3), küldetésfelelős
- Marc Garneau (3), küldetésfelelős – Kanadai Űrügynökség (CSA)
- Carlos Ismael Noriega (2), küldetésfelelős

### Visszatérő személyzet
- Brent Ward Jett (3), parancsnok
- Michael John Bloomfield (2), pilóta
- Joseph Richard Tanner (3), küldetésfelelős
- Marc Garneau (3), küldetésfelelős
- Carlos Ismael Noriega (2), küldetésfelelős